# Анн-Софі Пік
Анн-Софі Пік (фр. Anne-Sophie Pic, фр. вимова: [an sɔfi pik]; нар. 12 липня 1969, Валанс, Франція) — французька шеф-кухарка, знана тим, що її робота в «Maison Pic» оцінена в три зірки Мішлен. Вона є четвертою шеф-кухаркою, яка отримала три зірки Мішлен, і була названа найкращою шеф-кухаркою за версією 50 найкращих ресторанів світу 2011 року. Наразі має 10 зірок Мішлен.

## Біографія
Народилася у Валансі, Дром, Франція, 12 липня 1969 року. Вона є донькою шеф-кухаря Жака Піка, і виросла в сімейному ресторані «Maison Pic». Її дідусь, Андре Пік, також був шеф-кухарем, особливо знаним своїми стравами з гратинованих раків, і який 1934 року вперше приніс ресторану три зірки Мішлен. Спочатку Пік вирішила не йти їхніми стопами, а замість цього поїхала за кордон, щоб навчатися менеджменту. Вона працювала в Японії та США у різних компаніях, зокрема в Cartier і Moët & Chandon, але зрозуміла, що її «пристрасть» — ресторан.
1992 року повернулася в «Maison Pic», щоб навчатися у свого батька на шеф-кухаря. Він помер за три місяці, і вона почала працювати на вході. 1995 року ресторан втратив третю зірку Мішлен; вона сприйняла це як втрату «зірки свого батька» та спонукало повернутися на кухню. 1997 року Пік отримала контроль над рестораном, хоча не мала формальної освіти з кулінарії.
2007 року повернула «Maison Pic» три зірки Мішлен. Це був лише четвертий випадок, коли кухарка отримала три зірки Мішлен. Того ж року Пік була єдиною жінкою у списку двадцятки найбагатших шеф-кухарів Франції за версією газети «Ле фігаро».
Відкрила свій другий ресторан, «Restaurant Anne-Sophie Pic», розташований у лозанському готелі «Beau-Rivage Palace». 2009 року його нагородили двома зірками Мішлен. У вересні 2012 року вона відкрила свій перший паризький ресторан «La Dame de Pic». Ресторан отримав одну зірку Мішлен.
Одружена з Давидом Сінапіаном і має сина Натана.
У 2015 і 2016 роках була в журі «Prix Versailles».
2017 року відкрила свій перший лондонський ресторан, який також називається «La Dame de Pic», у готелі «Four Seasons» у Лондонському Сіті. Менш ніж за рік після відкриття нагороджений зіркою Мішлен для путівника Мішлен 2018 року. Друга зірочка надана у Путівнику 2020 року, які відтоді й зберігаються.
2018 року з'явилася як суддя в епізоді «Франція» та у фіналі кулінарного шоу «Фінальний стіл» у першому сезоні. Того ж року знялася в документальному фільмі Маї Галлус «Спека: Кухонна (Р)еволюція».
2019 року відкрила ресторан «La Dame de Pic» у готелі Raffles у Сінгапурі. 2022 року нагороджений однією зіркою Мішлен.
У червні 2020 року вона та інші шеф-кухарі, а також архітектори, лауреати Нобелівської премії з економіки та керівники міжнародних організацій підписали звернення на користь фіолетової економіки («На шляху до культурного відродження економіки»), опубліковане у «Корр'єре делла Сер», «Ель Паїс» і «Ле-Монд».
Наприкінці 2020 року відкрила ще один ресторан «La Dame de Pic — Le 1920» у готелі «Four Seasons» у Межеві. 2022 року відзначений першою зіркою Мішлен.
Влітку 2021 року, під час пандемії COVID-19, запустила фудтрак «Pic-up» у Валансі, де вперше запропонувала гамбургери.

## Нагороди
У 2011 році вшанована нагородою від «Вдови Кліко» як найкраща в світі шеф-кухарка, названу на честь мадам Кліко-Понсарден від британського журналу «Restaurant». Її обрали у тісній боротьбі між Пік, Еленою Арзак і Надією Сантіні. На момент нагородження Пік була єдиною жінкою-кухарем у Франції, яка мала три зірки Мішлен.
14 липня 2011 року стала кавалером французького ордена Почесного легіону.
2009 року отримала нагороду Екарта Вітзігмана за відмінне кулінарне мистецтво.